# Seconde generazioni
Con seconda generazione, per lo più in forma plurale (seconde generazioni), si è soliti intendere nell'ambito delle scienze e delle politiche sociali la generazione costituita dai figli di immigrati.

## Descrizione

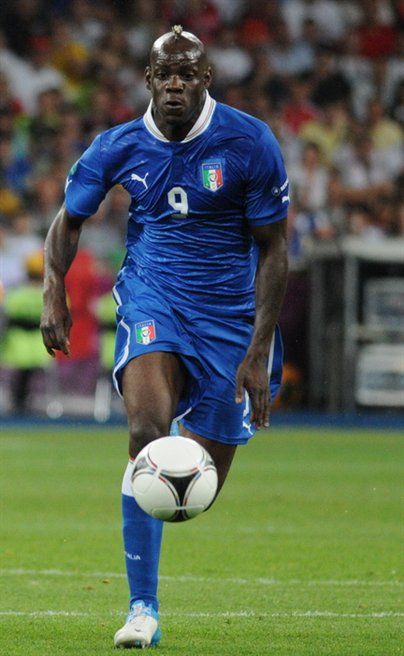
Mario Balotelli, calciatore, nato in Italia da genitori ghanesi, un esempio di italiano di seconda generazione

L'espressione "seconda generazione" è di origine inglese: first generation e second generation trovano il loro primo impiego  all'inizio del Novecento nelle ricerche della cosiddetta Scuola sociologica di Chicago, tra i cui membri più eminenti sono da annoverare Robert Park, Ernest Burgess e William Thomas. Questa terminologia è in certa qual misura contraddittoria, qualora sottintenda il termine immigrato di cui essa sarebbe la specificazione. Immigrato di seconda generazione apparirebbe infatti qualifica non sensata (anche se dal punto di vista giuridico possibile e anzi quotidianamente affermata), in quanto a rigore la qualifica di immigrato competerebbe solamente a chi abbia personalmente compiuto l'esperienza della migrazione.
L'espressione "seconde generazioni" trova maggiore chiarezza nel riferimento alla famiglia (immigrata) più che al singolo individuo. Ecco che, nell'interna articolazione generazionale della famiglia immigrata, il figlio viene a occupare il ruolo della seconda generazione, la prima essendo quella dei genitori e la terza, la quarta e così via quella degli ulteriori discendenti. Va però aggiunto che talvolta la condizione dei figli può non combaciare compiutamente con tale situazione, ad esempio quando essi stessi abbiano compiuto insieme ai genitori il tragitto migratorio e non siano quindi nati nel Paese di insediamento della famiglia. Bisogna rilevare che in questo caso se una migrazione vi è stata, non si è trattato di una migrazione volontaria, originata da un progetto migratorio definito. Si usa parlare per questo di "migranti involontari".
La casistica potrebbe essere alquanto raffinata, con la conseguenza di disgregare la categoria unificante di seconda generazione. Si veda a questo proposito la casistica ricordata da Enza Reina. Si deve a Rubén G. Rumbaut uno dei tentativi più chiari di classificazione della seconda generazione in tre categorie: la «Generazione 1,75», comprende i minori dal momento della loro nascita fino al quinto anno d’età, la «Generazione 1,5», rientrano i minori tra i 6 e i 12 anni, che iniziano il processo di socializzazione e la scuola primaria nel paese d’origine, ma completano l’educazione scolastica all’estero e la «Generazione 1,25», che comprende i giovani che emigrano tra i 13 e i 17 anni. Ma la rilevanza dell'impiego di questa nozione sta appunto nella ambiguità che la condizione sociale e umana ad essa associate comporta. La seconda generazione è in definitiva termine riferito a un collettivo sospeso tra realtà molto diverse e sin conflittuali: quella del migrante e quella dell'autoctono, quella della famiglia e del contesto sociale, quella della cultura d'origine e quella della cultura acquisita, tra mondo degli adulti e mondo giovanile.

## Dibattito pubblico in Italia
Nel novembre del 2007 il Presidente della Repubblica Giorgio Napolitano ha citato la questione delle seconde generazioni in una dichiarazione pubblica, chiedendo una legge sulla cittadinanza più aperta nei confronti dei figli dell'immigrazione, nati e/o cresciuti in Italia.
Nel 2011 il regista Fred Kudjo Kuwornu ha diretto e prodotto un documentario sul tema delle seconde generazioni e il problema dell'ottenimento della cittadinanza italiana.